# لیک اینترنس، ویکتوریا
لیک اینترنس (به انگلیسی: Lakes Entrance) یک شهرک در استرالیا است که در ویکتوریا (استرالیا) واقع شده‌است.